# Wolfram Arnthof
Wolfram Arnthof (Duisburg, 14 september 1937 – Hengelo, 20 september 2017) was een Duits prof voetballer. Hij stond lange tijd onder contract bij Heracles in Nederland.

## Loopbaan
Arnthof kwam op zijn zeventiende als aanvaller in het eerste team van Duisburger SpV. Na twee seizoenen bij SSV Reutlingen 05 kwam hij vanaf 1961 uit voor Heracles, waar hij eerst als verdediger maar later ook als middenvelder speelde. Tot zijn afscheid in 1971 speelde hij 116 competitiewedstrijden voor de Almelose club.
Na zijn profloopbaan speelde hij nog voor meerdere amateurclubs waaronder GVV Eilermark. Hij bleef in Nederland en verkreeg de Nederlandse nationaliteit. Hij werkte tevens als hoofd technische-dienst bij RINCO en was voetbalrapporteur voor De Twentsche Courant Tubantia. Tot 2004 was hij actief als jeugdtrainer en trainer van het tweede team van SV Delden.
Wolfram Arnthof overleed in 2017 op 80-jarige leeftijd.

## Statistieken
| Seizoen | Club              | Land      | Competitie     | Wed. | Goals |
| ------- | ----------------- | --------- | -------------- | ---- | ----- |
| 1954/59 | Duisburger SpV    | Duitsland |                |      |       |
| 1959/60 | SSV Reutlingen 05 | Duitsland | Oberliga Süd   | 21   | 0     |
| 1960/61 | SSV Reutlingen 05 | Duitsland | Oberliga Süd   | 19   | 0     |
| 1961/62 | Heracles          | Nederland | Eerste divisie | -    | 1     |
| 1962/63 | Heracles          | Nederland | Eredivisie     | 33   | 0     |
| 1963/64 | Heracles          | Nederland | Eredivisie     | 36   | 0     |
| 1964/65 | Heracles          | Nederland | Eredivisie     | 19   | 0     |
| 1965/66 | Heracles          | Nederland | Eredivisie     | 28   | 0     |
| 1966/71 | Heracles          | Nederland | Eerste divisie | -    | 4     |
| Totaal  | Totaal            | Totaal    | Totaal         | 156  | 5     |